# Peter Swart
Peter Swart (* 5. Juli 1752 in Schoharie, Provinz New York; † 3. November 1829 ebenda) war ein US-amerikanischer Jurist und Politiker. Zwischen 1807 und 1809 vertrat er den Bundesstaat New York im US-Repräsentantenhaus.

## Werdegang
Peter Swart wuchs während der britischen Kolonialzeit auf. Er besuchte Gemeinschaftsschulen. Swart studierte Jura, bekam seine Zulassung als Anwalt und begann dann in Schoharie zu praktizieren. 1795 war er Richter am Court of Common Pleas im Schoharie County. Er saß in den Jahren 1798 und 1799 in der New York State Assembly.
Als Gegner einer zu starken Zentralregierung schloss er sich in jener Zeit der von Thomas Jefferson gegründeten Demokratisch-Republikanischen Partei an. Bei den Kongresswahlen des Jahres 1806 für den 10. Kongress wurde er im 13. Wahlbezirk von New York in das US-Repräsentantenhaus in Washington, D.C. gewählt, wo er am 4. März 1807 die Nachfolge von Thomas Sammons antrat. Er schied nach dem 3. März 1809 aus dem Kongress aus.
In den Jahren 1810 und 1813 war er Sheriff im Schoharie County. Zwischen 1817 und 1820 saß er im Senat von New York. Danach ging er in Schoharie wieder seiner Tätigkeit als Anwalt nach. Er starb dort am 3. November 1829 und wurde auf dem Old Stone Fort Cemetery beigesetzt.